# Station Telfs-Pfaffenhofen
Telfs-Pfaffenhofen is een station in de Oostenrijkse deelstaat Tirol aan de Arlbergspoorlijn. 